# Планктология
Планктология — это изучение планктона — микроорганизмов, населяющих водные глубины.

## История
Начало этому направлению положило изучение цветения воды. В XVI веке Захарий Янсен изобрёл первый прототип микроскопа, который позволил обнаружить, что причиной цветения является чрезмерное размножение миллионов микроскопических организмов. В отдельное направление его выделил немецкий учёный Виктор Гензен в 1887 году, который и ввёл термин «планктон».
В этой науке работали такие известные учёные, как Антон Левенгук, Иоганн Сваммердам, Христиан Готфрид Эренберг и Отто-Фредерик Мюллер. Последний впервые попытался осуществить вылов планктона при помощи мелкоячеистой газовой сетки, модель которой легла в основу создания современных сетей для ловли планктона.
Для изучения планктона организовывались многочисленные научные экспедиции, наиболее результативной из которых является экспедиция на судне «Челленджер». Именно ей удалось выяснить, что планктон существует даже на глубине в 1000 метров. Тогда же появились крупные монографии, посвящённые многообразию пресноводных организмов, представляющих собой немалую долю планктона. Среди них работы о ракообразных В. Лилджеборга, о ветвистоусых рачках Августа Вейсманна и другие.
Современная планктология изучает поведение микроорганизмов «In situ», получая изображения с помощью специальных устройств.

## Популяризация
Существуют проекты, позволяющие участвовать в изучении планктона в режиме онлайн с помощью автоматических средств, например «Долгосрочная экологическая обсерватория».